# Миткирейский сельсовет
Миткире́йский сельсове́т — административно-территориальное образование в Бековском районе Пензенской области. Имеет статус сельского поселения.

## Местное самоуправление
442931, Пензенская область, Бековский район, с. Миткирей, ул. Почтовая, д. 13. Тел.: +7 84141 53-122.
Главой администрации Миткирейского сельсовета является Сергеев Юрий Николаевич.

## География
Миткирейский сельсовет расположен на западе Бековского района Пензенской области и граничит: на севере — с Мачинским сельсоветом Тамалинского района, Яковлевским и Ивановским сельсоветами Бековского района, на востоке — с Мошковским и Волынщинским сельсоветами Бековского района, на юге — с Вертуновским сельсоветом Бековского района, на западе — с Вишнёвским сельсоветом Тамалинского района. Расстояние до районного центра пгт Беково — 16 км, до областного центра г. Пенза — 170 км, расстояние до ближайшей железнодорожной станции пассажирского сообщения Вертуновская Юго-Восточной железной дороги (расположена в селе Сосновка) — 33 км.
Общая площадь территории сельсовета — 13347 га. По его территории протекает речка Миткирей (приток Миткирея) и расположено 5 прудов общей площадью 94.6 га.

## Состав поселения
В состав поселения входят следующие населённые пункты:
- село Миткирей — административный центр сельсовета;
- село Затолокино;
- деревня Луговая.

### Упразднённые населённые пункты
- Сенной Овраг — упразднённая деревня.
- Берёзовка — упразднённая в 1991 году деревня.

## Население
| 2002 | 2007 | 2010 | 2011 | 2012 | 2013 |
| ---- | ---- | ---- | ---- | ---- | ---- |
| 789  | ↘724 | ↘614 | ↗616 | ↘599 | ↘569 |
| 2014 | 2015 | 2016 | 2017 | 2018 | 2021 |
| ↘557 | ↘538 | ↘526 | ↘515 | ↘494 | ↘415 |

| населённый пункт   | Затолокино | Луговая | Миткирей |
| ------------------ | ---------- | ------- | -------- |
| количество жителей | 250        | 78      | 288      |

## Инфраструктура
На территории Миткирейского сельсовета расположены: 2 магазина, 2 сельских клуба (в сёлах Затолокино и Миткирей), 2 библиотеки (в сёлах Затолокино и Миткирей), спортзал, почтовое отделение (в селе Миткирей), 2 основные образовательные школы (в сёлах Затолокино и Миткирей), 2 фельдшерско-акушерских пункта (в сёлах Затолокино и Миткирей), филиал Сбербанка России (в селе Миткирей).
Все населённые пункты сельсовета имеют сетевую газификацию, сёла Затолокино и Миткирей — централизованное водоснабжение.

## Транспорт
По территории Миткирейского сельсовета проходят:
- автодорога регионального значения «Беково — Миткирей» с асфальтовым покрытием, обеспечивающая транспортную связь с населёнными пунктами и районами Пензенской области;
- автодорога местного значения «Миткирей — Затолокино» с щебенчатым покрытием длиной 7,1 км;
- к деревне Луговая проложена автодорога с щебенчатым покрытием длиной 1.9 км[20].